# Niviventer niviventer
Niviventer niviventer  (Hodgson, 1836) è un roditore della famiglia dei Muridi diffuso nel Subcontinente indiano e in Indocina.

## Descrizione

### Dimensioni
Roditore di medie dimensioni, con lunghezza della testa e del corpo tra 101 e 161 mm, la lunghezza della coda tra 124 e 189 mm, la lunghezza del piede tra 26 e 34 mm e la lunghezza delle orecchie tra  mm.

### Aspetto
La pelliccia è può essere soffice o spinosa. Il colore delle parti superiori è marrone opaco, mentre le parti ventrali sono bianche. La linea di demarcazione lungo i fianchi è netta. I piedi sono bianchi, lunghi e sottili. La coda è più lunga della testa e del corpo, marrone scuro superiormente, bianca inferiormente. È presente un ciuffo terminale. Le femmine hanno un paio di mammelle pettorali, un paio post-ascellari e due paia inguinali.

## Biologia

### Comportamento
È una specie notturna e fossoria.

## Distribuzione e habitat
Questa specie è diffusa negli Stati indiani dell'Uttarakhand, Sikkim, Arunachal Pradesh, Assam, Mizoram; Bhutan, Nepal e Myanmar settentrionale.
Vive nelle foreste temperate di conifere e a foglia larga, nelle foreste tropicali sempreverdi e nelle foreste lungo i fiumi fino a 3.600 metri di altitudine.

## Conservazione
La IUCN Red List, considerato il vasto areale e la popolazione numerosa, classifica M.niviventer come specie a rischio minimo (Least Concern).